# Wojciech Bielecki (socjolog)
Wojciech Józef Bielecki – polski socjolog medycyny, doktor habilitowany nauk humanistycznych, profesor nadzwyczajny Uniwersytetu Medycznego w Łodzi.

## Życiorys
W 2009 na podstawie dorobku naukowego oraz monografii pt. Syndrom choroby funkcjonalnej - socjologiczny mit czy rzeczywistość? uzyskał na Wydziale Nauk Historycznych i Społecznych Uniwersytetu Kardynała Stefana Wyszyńskiego stopień doktora habilitowanego, dziedzina: nauk humanistycznych, dyscyplina: socjologia, specjalność: socjologia medycyny. Został profesorem nadzwyczajnym Wydziału Nauk o Zdrowiu Uniwersytetu Medycznego w Łodzi w Katedrze Medycyny Społecznej i Zapobiegawczej.
Prezydent RP Andrzej Duda nadał mu w 2017 Medal Złoty za Długoletnią Służbę. Bielecki odesłał jednak prezydentowi przyjęte wcześniej odznaczenie.